# Culver City
Culver City – miasto w Stanach Zjednoczonych, w stanie Kalifornia, w hrabstwie Los Angeles. W 2000 liczyło 38 816 mieszkańców. W mieście tym znajdował się dom rodziny Arnoldów – głównych bohaterów serialu Cudowne Lata. Główną siedzibę w Culver City ma jedna z największych wytwórni filmowych Sony Pictures, która zatrudnia około 3200 osób.
W Culver City urodziły się Helen Hunt i Drew Barrymore, amerykańskie aktorki.

## Miasta partnerskie

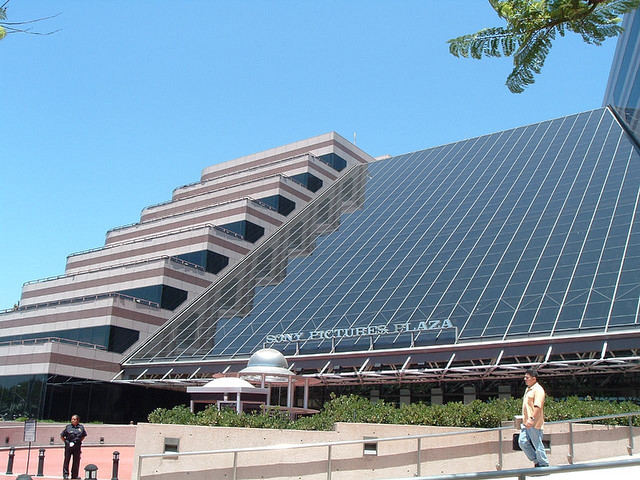
Siedziba główna Sony Pictures

- Iksan, Korea Południowa
- Kaizuka, Japonia
- Lethbridge, Kanada
- Uruapan, Meksyk